# Alvin (Wisconsin)
Alvin è un centro abitato (town) degli Stati Uniti d'America situato nella contea di Forest nello Stato del Wisconsin. La popolazione era di 157 persone al censimento del 2010. Le comunità incorporate di Alvin e Nelma si trovano nella città.

## Geografia fisica
Secondo lo United States Census Bureau, ha un'area totale di 116,0 miglia quadrate (300 km²).

## Società

### Evoluzione demografica
Secondo il censimento del 2000, c'erano 186 persone.

### Etnie e minoranze straniere
Secondo il censimento del 2000, la composizione etnica della città era formata dal 98,39% di bianchi e l'1,61% di due o più etnie.